# Phytodietus conflictanae
Phytodietus conflictanae là một loài tò vò trong họ Ichneumonidae.